# June Finlayson
June Montague (geb. Finlayson; * 1935; † 1979) war eine australische Journalistin, Schönheitskönigin und Hörfunk- und Fernsehmoderatorin.

## Leben
Sie besuchte die anglikanische Mädchenschule Kambala School in Rose Bay, einem Stadtteil der Millionenstadt Sydney im Bundesstaat New South Wales. Dort erhielt sie 1952 ihren Abschluss.
Im Jahr 1956 – zu diesem Zeitpunkt arbeitete sie als Polizeireporterin für die Tageszeitung The Sun in Sydney – gewann sie den Wettbewerb zur Miss Australia. Als solche hatte sie zahlreiche repräsentative Aufgaben und sammelte beispielsweise 95.000 $A Spenden für die Australian Cerebral Palsy Association ein. Teil ihres Preises war eine Weltreise, die sie Anfang 1957 absolvierte und auf der sie unter anderem San Francisco, New York City, London, Rom, Zürich und Paris besuchte. Im Oktober gleichen Jahres nahm sie in London an der Miss-World-Wahl teil, konnte aber keine vordere Platzierung erzielen.
Ihr Erfolg als Miss Australia eröffnete Finlayson eine kurze Karriere in Hörfunk und Fernsehen. Ausgangspunkt war ihr Auftritt in einer Episode der erfolgreichen US-amerikanischen Fernsehsendung What’s My Line? (des Vorbilds der deutschen Variante Was bin ich?), die am 3. März 1957 auf CBS ausgestrahlt wurde. Im Jahr 1958 präsentierte sie zusammen mit Don Bennetts und John D’Arcy im Nachmittagsprogramm von HSV-7, eines Fernsehsenders aus Melbourne, die Musiksendung The Cool Cats Show. Auf dem gleichen Sender übernahm sie zwischen 1959 und 1961 die Moderation der wöchentlichen Sendung My Fair Lady, in der Schönheitstipps gegeben wurden und jeweils eine Zuschauerin ein professionelles Makeover erhielt. Sie war auch im Vereinigten Königreich tätig, trat dort aber unter dem Künstlernamen Lisa Finlayson auf. So moderierte sie etwa an der Seite von Shaw Taylor von 1960 bis 1962 die Quizsendung Pencil and Paper auf dem britischen Fernsehsender ATV. Als im Sommer 1962 die BBC begann, ausländische Moderatorinnen für jeweils einen Monat als Gastsprecherinnen zu beschäftigen, war sie die erste Teilnehmerin dieses Programms und moderierte zusammen mit Sheila Tracy die 29. jährliche Radio and Television Show im Londoner Earls Court Exhibition Centre. Zudem trat sie in einigen in Australien ausgestrahlten Sendungen des BBC Pacific Service als Interviewerin auf.
Finlayson starb im Jahr 1979 noch vor ihrem 45. Geburtstag.